# Bart Peizel

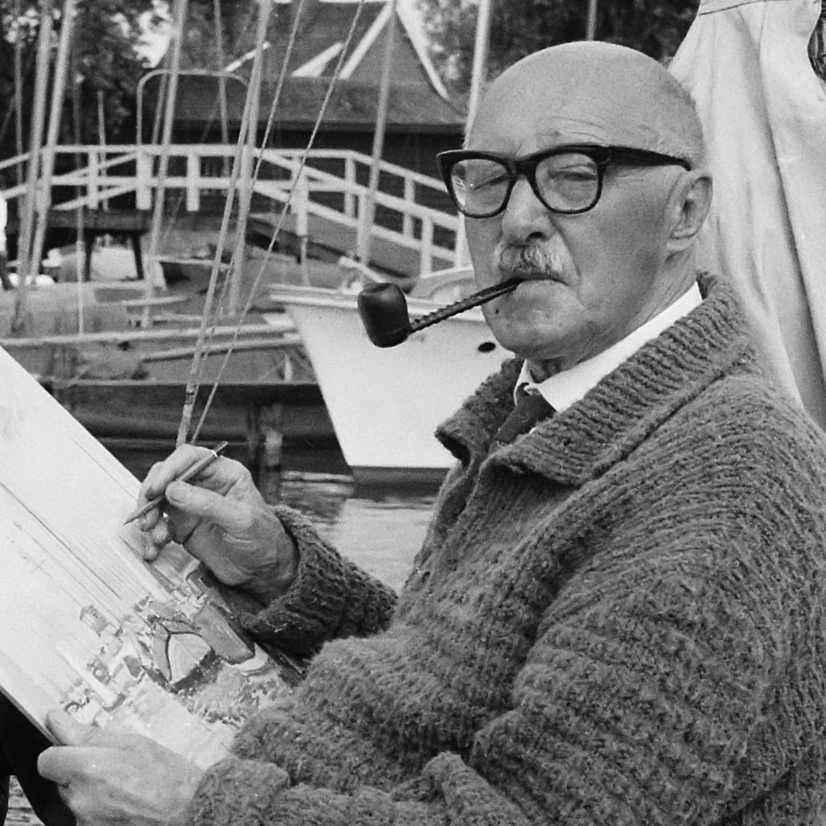
Bart Peizel (1962)

Bartele (Bart) Peizel (Veendam, 6 augustus 1887 - Amsterdam, 9 februari 1974) was een Nederlandse kunstschilder. Hij schilderde stadsgezichten, landschappen, stillevens en vooral portretten. Zijn stijl was vrij traditioneel.
Hij was de zoon van onderwijzer en journalist Kornelis Peizel. Hij werkte korte tijd in een bank in Almelo, maar hij wilde schilder worden en nam vervolgens les aan Academie Minerva in Groningen. In 1910 ging hij naar de Rijksschool voor Kunstnijverheid en de Rijksnormaalschool voor Teekenonderwijzers in Amsterdam, waar hij de MO-akte tekenen haalde (1913). In 1917 trouwde hij met schilderes Thérèse Ansingh (1883-1968), zuster van Lizzy Ansingh, een van de zogenaamde Joffers.  

## Jonker tussen de joffers
Door zijn huwelijk met Thérèse Ansingh in 1917 komt hij terecht in het milieu van de Amsterdamse Joffers en wordt hij spoedig geïntroduceerd in de Amsterdamse kunstenaarswereld en in de kring van grote zakenlui, die zich door hem laten portretteren. Hij wordt lid van verschillende kunstenaarsverenigingen in Amsterdam en Den Haag. Zo was hij was 27 jaar lang voorzitter van Kunstenaarsvereniging Sint Lucas en maakte studiereizen naar Frankrijk, Spanje, Italië en Algiers.
In Amsterdam wordt hij een geliefd portretschilder. Vele professoren, groot-industriëlen, regenten en regentessen worden door hem op doek gezet, maar Peizel was ook een oer conservatief die vaak in conflict kwam met nieuwe kunststromingen. 
Bart Peizel was echter zonder meer een productieve schilder. Hij schilderde vooral veel portretten. Deze portretten kenmerken zich o.a. door de grote aandacht voor het detail, waarbij vooral de handen de voorkeur genieten, omdat ‘de hand vaak nog sterker dan het gelaat het wezen van de afgebeelde uitdrukt !’ Een portret geschilderd van de sociaal geneeskundige Louis Heijermans bevindt zich nog steeds in deze familie.
Anekdotisch zijn de verhalen rond zijn huwelijk. Het huwelijk was door allerlei escapades van hem niet voortreffelijk. Thérèse Ansingh zond op haar beurt, om Peizel jaloers te maken, regelmatig bossen bloemen met daaraan kaartjes met groeten van 'vreemde mannen' naar haar huisadres om Barts humeur te tarten. Naar verluidt was hij jaloers op de waardering die zij voor haar werk ontving en heeft hij na haar overlijden werken van haar vernield. Op 9 februari 1974 overleed hij in relatieve eenzaamheid in Amsterdam. Hoewel hij vanaf 1917 nooit meer verhuisde, bleef het contact met zijn geboorteplaats bestaan; in de loop der jaren schilderde hij nog verschillende prominente Veendammers.
In het Veenkoloniaal Museum in Veendam werd in 2007 een expositie aan Peizel gewijd: Bart Peizel, Jonker tussen de Joffers.

## Werken in musea en andere collecties (selectie)
- Van Abbemuseum
- Singer Museum in Laren
- Amsterdams Historisch Museum
- Universiteitsmuseum Amsterdam
- Universiteit van Utrecht
- Rijkscollectie (ICN)
- Veenkoloniaal Museum Veendam
- Museum Gouda